# Laura Miller
Laura Miller (Buenos Aires, 10 settembre 1974) è un'attrice e cantante argentina di musica pop.

## Discografía
- 1999 - Un camino para ti (singoli: Vida, Como lo hice yo y Hablo de ti)
- 2000 - Remixes EP (singoli: Vida, Como lo hice yo) PML PRODUCTION
- 2001 - Laura Miller (singoli: Dispara, "Mentes sospechosas" y "Finge que no")
- 2004 - Freedom (singoli: Amor veneno, 1000 veces más, Gracias mamá, "When I Think of you")
- 2009 - Enamorada (singoli: Un día de domingo, Acuarela, Para amarnos más)
- 2013 - Laura Miller (singoli: Si me dejas no vale, Alucinar, Invencible, Vivir asi es morir de amor)

## Cinema
- Evita (1996)
- La confesión (2009)
- El abismo... todavía estamos (2011) - Trailer

## Televisione
- Festilindo (1987-1989)  (ATC)
- La voce del Signore (El día que me quieras) (1994-1995) (Canal 13)
- Canto rodado (1996) (Canal 13)
- Aprender a volar (1996) (Canal 13)
- Por siempre mujercitas (1996-1998) (Canal 9)
- Gasoleros (1999) (Canal 13)
- Poné a Francella (2002) (Telefé) (Partecipazione speciale)
- Mosca y Smith (2004-2005) (Telefé)
- Verdad / Consecuencia (2005) (Canal 13)
- Cocineritas (2005) (Utilísima Satelital) (Partecipazione speciale)
- Collar de Esmeraldas (2006) (Canal 13)
- Un cortado (2006) (Canal 7)
- Amo de casa (2006) (Canal 9) (Partecipazione speciale)
- Mujeres de nadie (2007) (Canal 13)
- Teen Angels (Casi ángeles) (2008) (Telefé) (Partecipazione speciale)